# Minuskuł 30
Minuskuł 30 (wedle numeracji Gregory—Aland), ε 522 (von Soden) – rękopis Nowego Testamentu pisany minuskułą na pergaminie w języku greckim z XV wieku. Przechowywany jest w Paryżu.

## Opis rękopisu
Kodeks zawiera tekst czterech Ewangelii, na 313 pergaminowych kartach (22,7 cm na 14,9 cm).
Tekst rękopisu pisany jest jedną kolumną na stronę, w 14 linijek na stronę.
Tekst Ewangelii dzielony jest według κεφαλαια (rozdziały) oraz według Sekcji Ammoniusza, których numery umieszczono na marginesie. Sekcje Ammoniusza zostały opatrzone odniesieniami do Kanonów Euzebiusza. Tekst ewangelii zawiera τιτλοι (tytuły) do rozdziałów.

## Tekst
Grecki tekst Ewangelii reprezentuje bizantyńską tradycję tekstualną. Aland zaklasyfikował go do kategorii V.

## Historia
Paleograficznie rękopis datowany jest przez INTF na wiek XV.
Johann Jakob Wettstein wciągnął go na listę rękopisów Nowego Testamentu.
Rękopis badał John Mill (Colbertinus 4), Scholz oraz Paulin Martin. 
Scholz zauważył podobieństwo do minuskułu 17.
Obecnie przechowywany jest we Francuskiej Bibliotece Narodowej (Gr. 100) w Paryżu.
Nie jest cytowany w krytycznych wydaniach greckiego Novum Testamentum Nestle-Alanda (NA26, NA27).